# Shea Butter Baby
Shea Butter Baby è il primo album in studio della cantante statunitense Ari Lennox, pubblicato nel 2019.

## Tracce
1. Chicago Boy – 4:48
2. BMO – 2:26
3. Broke (featuring JID) – 4:02
4. Up Late – 4:26
5. Shea Butter Baby (with J. Cole) – 3:31
6. Speak to Me – 3:44
7. New Apartment – 3:56
8. Facetime – 2:31
9. Pop – 2:18
10. I Been – 3:41
11. Whipped Cream – 4:48
12. Static – 4:11

## Classifiche
| Classifica (2019) | Posizione raggiunta |
| ----------------- | ------------------- |
| Stati Uniti       | 67                  |